# Oxford Electric Bell

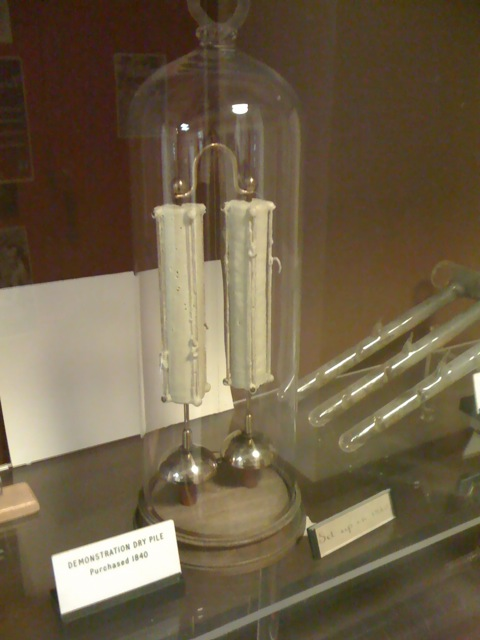
Die Oxford Electric Bell im Dezember 2009

Aufgeladen von den Batterien bewegt sich der Klöppel zwischen den beiden Glocken hin und her. Die Entfernung zwischen ihnen ist stark vergrößert dargestellt.

Die Oxford Electric Bell oder Clarendon Dry Pile ist eine experimentelle elektrische Klingel, die das Prinzip einer elektrostatischen Uhr verwendet. Sie befindet sich in einem Korridor neben dem Foyer des Clarendon Laboratory an der Universität Oxford, England, und läutet unhörbar, da sie sich hinter zwei Glasschichten befindet und die erzeugten Klingeltöne für menschliche Ohren nicht mehr wahrnehmbar sind.
Seit der Aufstellung und Inbetriebnahme im Jahr 1840 läuft sie fast ununterbrochen. Das ergibt bis heute über 11 Milliarden Glockenschläge. 

## Aufbau und Funktionsweise
Das Experiment besteht aus zwei Klingelglocken aus Messing, die jeweils unter einer senkrecht stehenden Volta’schen Säule (einer frühen Form einer Batterie) platziert sind. Das Säulenpaar ist in Reihe geschaltet, wodurch die Klingelglocken entgegengesetzte elektrische Ladungen erhalten. Der Klöppel ist eine Metallkugel mit einem Durchmesser von etwa 4 mm, die zwischen den Säulen aufgehängt ist und die Klingelglocken aufgrund elektrostatischer Kräfte abwechselnd anschlägt. Wenn der Klöppel eine Klingelglocke berührt, wird er von dieser Säule aufgeladen. Er wird dann aufgrund seiner gleichnamigen Ladung von dieser Klingelglocke abgestoßen und von der anderen Klingelglocke angezogen, die ungleichnamige Ladung hat. Der Klöppel berührt dann die andere Klingelglocke und der Prozess setzt sich fort, was zu einer dauerhaften Pendelbewegung führt. Die Schwingungsfrequenz beträgt 2 Hertz.
Die Verwendung elektrostatischer Kräfte bedeutet, dass zwar eine Spannung erforderlich ist, um die Bewegung zu erzeugen, aber nur eine winzige Ladungsmenge von einer Klingelglocke zur anderen übertragen wird. Infolgedessen entladen sich die Batterien sehr langsam, weshalb die Säulen seit der Errichtung des Apparats im Jahr 1840 betrieben werden konnten. 
Der genaue Aufbau der Volta’schen Säulen – vermutlich handelt es sich um Varianten der 1812 erfundenen Zambonisäulen – ist unbekannt. Eine Öffnung zur Untersuchung würde die Batterie zerstören. Bei ähnlichen Konstruktionen aus der Zeit handelte es sich um abwechselnde Lagen aus Metallfolie und mit Magnesiumoxid beschichtetem Papier. Die Säulen  wurden zur Isolierung mit geschmolzenem Schwefel beschichtet.

## Geschichte
Die Klingel wurde 1825 vom Londoner Instrumentenhersteller Watkins & Hill entwickelt und hergestellt. Sie war eines der ersten Stücke, das der Geistliche und Physiker Robert Walker (1801–1865) für eine Sammlung von Geräten kaufte. Abgesehen von gelegentlichen kurzen Unterbrechungen aufgrund hoher Luftfeuchtigkeit läutet die Klingel seit 1840 ununterbrochen.

## Langlebigkeit
Die Oxford Electric Bell stellt kein Perpetuum mobile dar. Die Klingel wird letztendlich anhalten, wenn die Volta’schen Säulen ihre Ladung gleichmäßig verteilt haben, sofern der Klöppel nicht vorher abgenutzt ist. Die Glocke hat seit 1840 weit über 11 Milliarden Klingeltöne produziert, und hält den Guinness-Weltrekord als „die langlebigste Batterie der Welt, die unaufhörliches Klingeln liefert“.